# 南园古村
南园古村，位于中国广东省河源市东源县仙塘镇，是河源市现存规模最大、保存最完整的明清时期客家围屋建筑群，旧时富甲一方的潘氏家族世居于此。共有古民居建筑30多座，其中“大夫第”、“新衙门”、“老衙门”、“柳溪书院”建筑规模较大、保存较好。